# Secutor

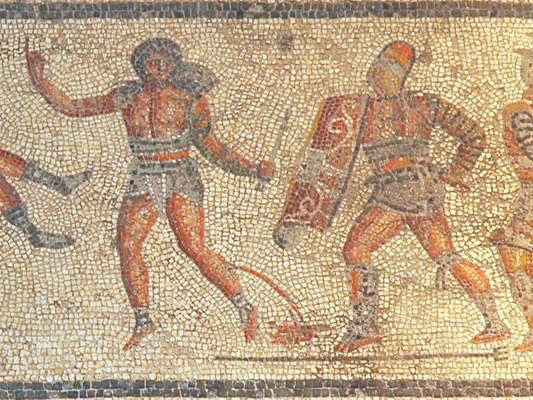
Darstellung eines Kampfs zwischen einem retiarius (links) gegen einen secutor (rechts) (Mosaik aus Leptis Magna, ca. 80–100 v. Chr.)

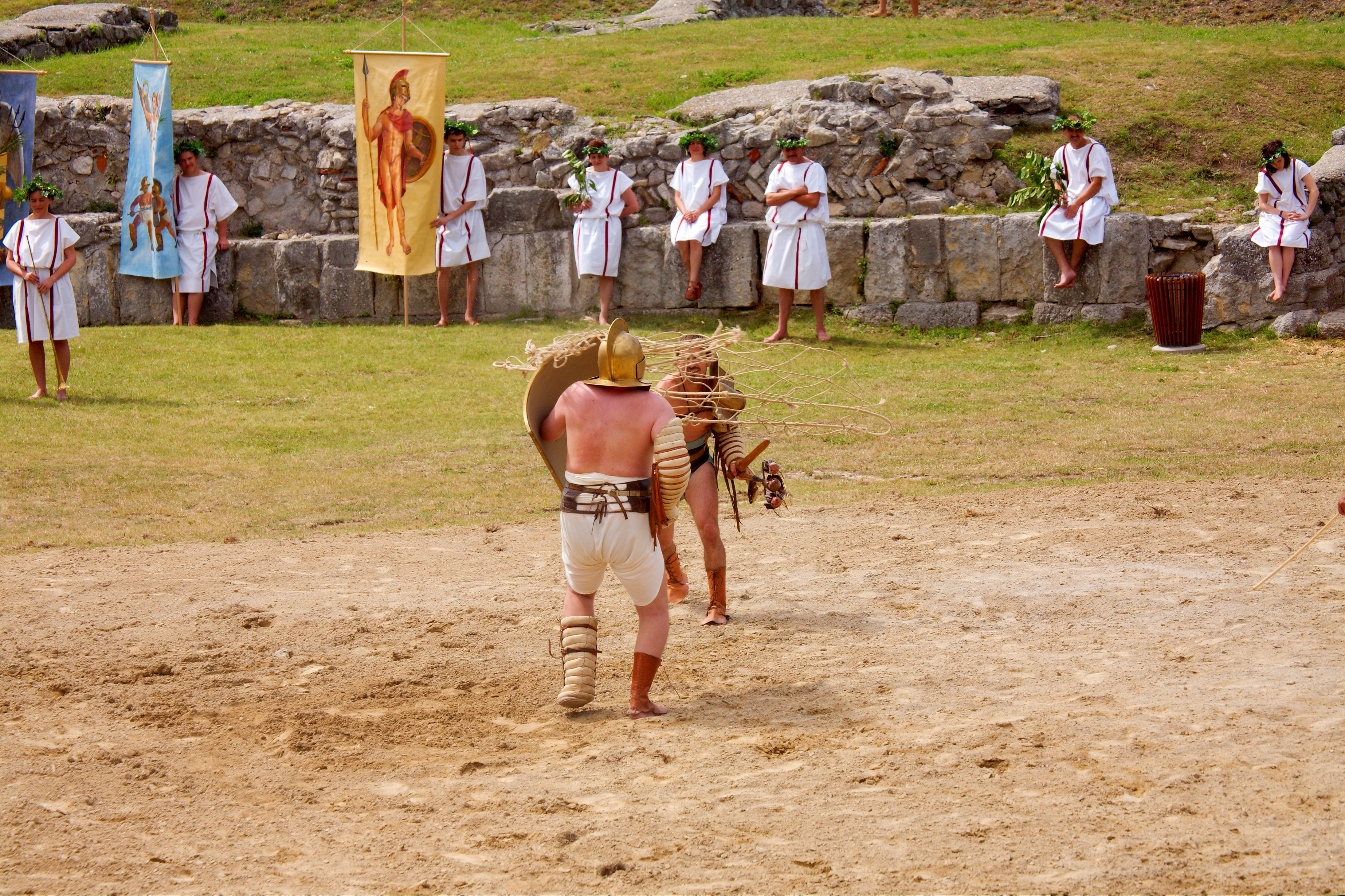
Retiarius gegen Secutor. Vorführung in Carnuntum

Der Secutor (lat. „Verfolger“) war ein schwerbewaffneter römischer Gladiator. Er wurde auch als Contraretiarius (lat. „Antinetzkämpfer“) oder Contrarete (lat. „Antinetz“) bezeichnet, weil er auf den Kampf gegen den mit einem Netz bewaffneten Retiarius spezialisiert war. Der Secutor war eine Variante des Murmillo.

## Ausrüstung und Bewaffnung
Der Secutor gehörte zu den schwerbewaffneten Gladiatoren im alten Rom. Er war mit einem geradklingigen Kurzschwert, dem Gladius, bewaffnet. Als Schutz trug er einen Helm, den Schild der römischen Legionäre (Scutum), einen Hand- und Armschutz am rechten Arm (Manica) und eine unterhalb des linken Knies ansetzende Bandage mit Beinschiene (Ocrea). Der Helm bedeckte das ganze Gesicht und war mit kleinen, runden Sehschlitzen versehen, die das Sichtfeld erheblich beeinträchtigten. Bekleidet war der Secutor mit einem Lendenschurz  (Subligaculum) und einem Gürtel (Balteus oder Cingulum). Seine Ausrüstung und Bewaffnung glich somit, abgesehen vom andersartigen Helm, der des Murmillo. Die Besonderheit am Helm war, dass er meist sehr glatt gehalten wurde, um dem Netz des Retiarius keine Angriffsfläche zu bieten. Es gab auch linkshändige Secutoren, bei denen Arm- und Beinschutz seitenverkehrt getragen wurden, was ihnen einen einzigartigen Vorteil im Kampf verschaffte.

## Gegner
Der Secutor war auf den Retiarius als Gegner spezialisiert.

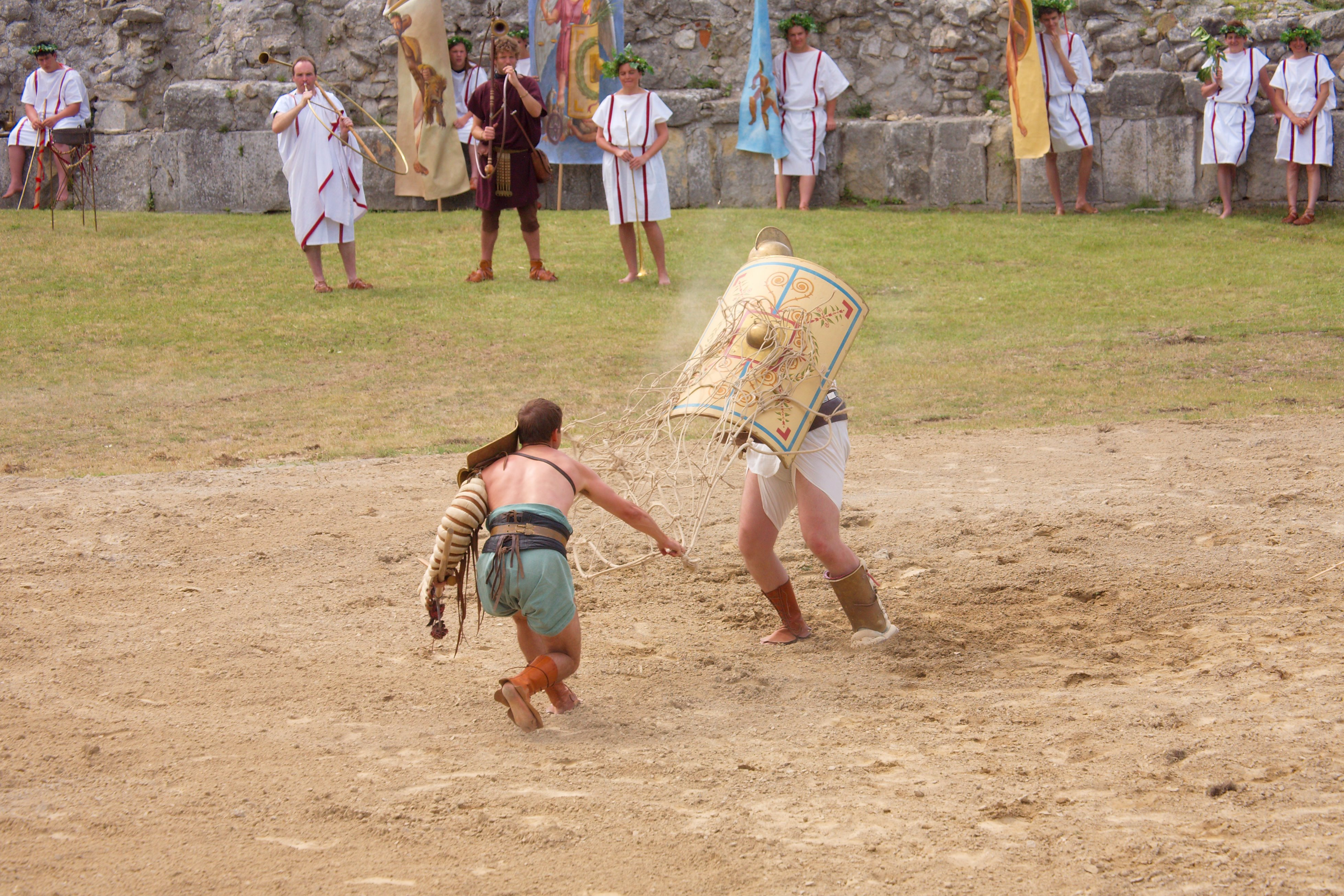
Retiarius gegen Secutor (Vorführung in Carnuntum)